# Danh sách phim VTV phát sóng năm 2014
Đây là danh sách các bộ phim VTV phát sóng trong năm 2014.
←2013 - 2014 - 2015→

## Phim Tết Nguyên Đán
Những bộ phim này phát sóng trên VTV1 và VTV3 dịp Tết Nguyên Đán Giáp Ngọ.
| Thời gian              | Tên                 | Số tập | NSX         | Đoàn làm phim | Bài hát chủ đề                              | Thể loại           | Ghi chú                                                          |
| ---------------------- | ------------------- | ------ | ----------- | --- | ------------------------------------------- | ------------------ | ---------------------------------------------------------------- |
| 31 tháng 1 - 3 tháng 2 | Lấy chồng trước Tết | 4      | VFC         | Phạm Thanh Phong (đạo diễn & kịch bản); Thanh Dương, Phương Oanh, Bá Anh, Thanh Lâm, Nguyệt Hằng...                                                            |                                             | Hài kịch, lãng mạn | Phát sóng 20:00 đến 21:00 từ mùng 1 - mùng 4 Tết trên kênh VTV1. |
| 30 tháng 1 - 2 tháng 2 | Thầy đổi nghề       | 4      | V-Art Films | Nguyễn Dương (đạo diễn); Nguyễn Nga (kịch bản); Việt Anh, Hùng Cửu Long, Huy Khánh, Sam, Hiếu Hiền, Phương Hằng, Tấn Bo, Bá Thắng, Nguyễn Dương, Uyên Trinh... | Xuân đến xuân vui Trình bày: Dương Uyên Thy | Hài kịch           | Phát sóng 18:00 đến 18:55 từ 30 đến mùng 3 Tết trên kênh VTV3.   |

## VTV1 - Phim truyện giờ vàng

### Phim thứ Hai - thứ Tư
Những bộ phim này phát sóng từ 20:35 đến 21:20 các ngày từ thứ Hai đến thứ Tư trên kênh VTV1.
| Thời gian                                | Tên                 | Số tập | NSX             | Đoàn làm phim | Bài hát chủ đề                                                                           | Thể loại                     | Ghi chú                         |
| ---------------------------------------- | ------------------- | ------ | --------------- | --- | ---------------------------------------------------------------------------------------- | ---------------------------- | ------------------------------- |
| 20 tháng 1 - 26 tháng 5                  | Nơi chốn ta quay về | 42     | VnFilm          | Lê Minh (đạo diễn); Lê Anh Thúy (kịch bản); Hoàng Hải, Đinh Y Nhung, Mai Huỳnh, Minh Thư, Huy Cường, Văn Thênh, Kiều Chinh, Đoàn Thanh Tài, Hoàng Thiên Long, Quang Thái, Thụy Dung, Cẩm Vân, Trường Thịnh, Hà Linh, Mai Nguyễn, Hoàng Lan, Châu Dương... | Thời gian dẫn lối Trình bày: Huỳnh Tấn Minh                                              | Gia đình, chính luận         |                                 |
| 27 tháng 5 - 21 tháng 7                  | Con thuyền số phận  | 24     | VFC             | Trần Trọng Khôi, Trần Quốc Trọng (đạo diễn); Lê Hồng Lam (kịch bản); Hồng Đăng, Đỗ Kỷ, Trần Quốc Trọng, Khuất Quỳnh Hoa, Lê Trang, Thiện Tùng, Bá Anh, Thúy Phương, Việt Thắng, Hoàng Huy, Thanh Huyền, Thu Hương, Minh Nguyệt, Danh Thái, Xuân Thông, Chí Cường, Quốc Đoàn, Đức Hải, Quang Lâm, Đức Phương, Sỹ Lai...                                                   | Em muốn Trình bày: Bích Phương                                                           | Tâm lý, tình cảm, lãng mạn   |                                 |
| 22 tháng 7 - 7 tháng 10                  | Bánh đúc có xương   | 33     | Lasta Film      | Đặng Thái Huyền (đạo diễn); Nguyễn Thu Hà, Hà Thu Hà (kịch bản); Đức Khuê, Ngọc Lan, Minh Châu, Diệu Hương, Nguyệt Hằng, Đỗ Kỷ, Lý Thanh Kha, Phạm Hồng Minh, Linh Huệ, Đỗ Hà Anh, Lương Trang Dung, Nguyễn Kiên Trung, Phương Mai, Thu Ngân, Mai Hương, Tâm Anh, Ngọc Phan, Thùy Linh, Trung Nghĩa, Hoàng Dương, Thúy Vân, Minh Nguyệt, Bích Diệp...                    | Có lẽ chúng ta đã sai Trình bày: Bích Phương Để mẹ luôn có con Trình bày: Hoàng Nghi Lâm | Gia đình, hôn nhân           |                                 |
| 8 tháng 10 năm 2014 - 5 tháng 1 năm 2015 | Đại ca U70          | 30     | Đông A Pictures | Phi Tiến Sơn (đạo diễn); Giáp Kiều Hưng, Nguyễn Thu Thủy, Trịnh Khánh Hà, Đan Phượng, Cẩm Hằng (kịch bản); Chánh Tín, Diễm My, Mai Dũng, Tuyết Thu, Minh Ngân, Khả Như, My Trần, Bella Mai, Huỳnh Trường Thịnh, Nguyễn Châu, Nguyễn Hậu, Mai Trần, Mạc Can, Thanh Hiền, Lê Thị Trinh, Ngọc Loan, Đoàn Văn Hoa, Tú Trinh, Lê Mạnh Phương, Tống Thanh Hà, Trần Văn Sang... | Bến bình an Trình bày: Chánh Tín                                                         | Gia đình, lãng mạn, hài kịch | Hoãn 7 tập do sự kiện đặc biệt. |

### Phim thứ Năm - thứ Sáu
Những bộ phim này phát sóng từ 20:35 đến 21:20 thứ Năm và thứ Sáu trên kênh VTV1.
| Thời gian                                 | Tên                 | Số tập | NSX        | Đoàn làm phim | Bài hát chủ đề                                                                             | Thể loại              | Ghi chú |
| ----------------------------------------- | ------------------- | ------ | ---------- | --- | ------------------------------------------------------------------------------------------ | --------------------- | --- |
| 24 tháng 4 - 18 tháng 7                   | Đường lên Điện Biên | 26     | VTV và VFS | Bùi Tuấn Dũng (đạo diễn); Từ Nguyên Trực, Khuất Quang Thụy (kịch bản); Mạnh Trường, Huyền Trang, Hoàng Hải, Diễm Hương, Mạnh Hưng, Quách Xuân Thông, Thanh Hương, Khương Đức Thuận, Văn Báu, Mai Ngọc Căn, Thanh Hiền, Hứa Khải, Bùi Sỹ Tự, Đăng Khoa, Năng Tùng, Đoàn Khánh Ly, Nguyễn Văn Lộc, Nguyễn Trọng, Lâm Na Anh, Phạm Hương Anh, Đoàn Nam, Vũ Ba Duy, Hương Vũ, Thanh Xuân, Tiến Mộc, Lê Xuân Khôi, Nông Dũng Nam, Quang Duy, Nguyễn Thị Lan, Victor, Tạ Hương Lan, Vân Thường, Trịnh Huyền, Bùi Oanh, Phạm Vân Anh, Phan Trí Tuệ, Văn Quang, Việt Cường, Nguyễn Huy, Đinh Hoàng Yến, Hoàng Tùng, Xuân Nông, Mai Hương, Ngọc Bích, Đức Huy, Trần Minh Phước, Cầm Văn Chung... | Đường lên phía trước Trình bày: Tiến Minh, Duy Quyết & Quang Nghĩa                         | Lịch sử, Chiến tranh  | Để chào mừng kỷ niệm ngày Thống nhất & Chiến thắng Điện Biên, từ tập 2 đến tập 12 phát sóng từ thứ Hai đến thứ Sáu (trừ những ngày lễ kỷ niệm). Phim dựa trên tiểu thuyết "Đường lên Tây Bắc " & "Đại đội trưởng của tôi" của Mai Vui. |
| 24 tháng 7 - 4 tháng 12                   | Bão qua làng        | 30     | VFC        | Trần Quốc Trọng, Lê Mạnh (đạo diễn); Xuân Trường, Khánh Trình (kịch bản); Trần Hạnh, Quốc Khánh, Công Lý, Thanh Nhàn, Đình Chiến, Tuyết Liên, Hồ Liên, Phú Đôn, Duy Thanh, Thùy Liên, Quang Thắng, Hán Văn Tình, Thu Hiền, Tiến Mộc, Thúy Hà, Quỳnh Trang, Vĩnh Xương, Thanh Tú, Tạ Am, Mậu Hòa... | Nét quê Trình bày: Thụy Miên                                                               | Nông thôn, chính luận | |
| 5 tháng 12 năm 2014 - 27 tháng 5 năm 2015 | Mưa bóng mây        | 37     | VFC        | Trọng Trinh (đạo diễn); Phạm Kim Ngân (kịch bản); Thúy Hằng, Thúy Hà, Thanh Hòa, Trung Hiếu, Trọng Trinh, Huy Trinh, Bình Minh, Kim Ngọc... | Những điều không thuộc về ước mơ Trình bày: Ngọc Anh Điều con muốn nói Trình bày: Thùy Chi | Hôn nhân, gia đình    | Hoãn 24 tập do sự kiện đặc biệt. Phát sóng thứ Tư - thứ Sáu từ tập 14. Tên cũ: Phía sau khung cửa. |

## VTV3 - Phim truyện giờ vàng

### Phim thứ Hai - thứ Ba
Bắt đầu từ ngày 7 tháng 4, khung giờ "thứ Hai - thứ Tư" được chuyển thành "thứ Hai - thứ Ba".
Những bộ phim này phát sóng từ 21:20 đến 22:05 các ngày từ thứ Hai đến thứ Tư (trước ngày 2 tháng 4), thứ Hai và thứ Ba (từ ngày 7 tháng 4) trên kênh VTV3.
| Thời gian                                  | Tên               | Số tập | NSX           | Đoàn làm phim | Bài hát chủ đề                             | Thể loại                 | Ghi chú |
| ------------------------------------------ | ----------------- | ------ | ------------- | --- | ------------------------------------------ | ------------------------ | --- |
| 17 tháng 3 - 7 tháng 7                     | Vừa đi vừa khóc   | 36     | BHD và TVPlus | Vũ Ngọc Đãng (đạo diễn & kịch bản); Minh Hằng, Lương Mạnh Hải, Lê Thiện, Nhã Phương, Ninh Dương Lan Ngọc, La Quốc Hùng, Bảo Anh, Thanh Thủy, Phương Thanh, Hiếu Hiền, Tùng Yuki...                                                | Vừa đi vừa khóc & Nắng Trình bày: Minh Thư | Lãng mạn, hài kịch       | 9 tập đầu phát sóng từ thứ Hai - thứ Tư. |
| 8 tháng 7 - 19 tháng 11                    | Dấu chân du mục   | 40     | Leo Media     | Đinh Thái Thụy (đạo diễn & kịch bản); Linh Sơn, Lê Bê La, Thanh Duy, Kha Ly, Hữu Thành, Đông Dương, David Phạm, Như Yến, Minh Anh, Thu Hiền, Hoàng Mập, Thùy Linh, Phương Bằng, Thạch Kim Long, Phạm Hồng, Thanh Tú, Kim Khánh... |                                            | Hành động, tâm lý xã hội | Tập 40 phát sóng vào thứ Tư, ngày 19 tháng 11. |
| 24 tháng 11 năm 2014 - 10 tháng 8 năm 2015 | Đam mê nghiệt ngã | 80     | BHD           | Nguyễn Minh Chung (đạo diễn); Thùy Linh (kịch bản); Trịnh Kim Chi, Lê Bình, Huy Khánh, Trương Thế Vinh, Nhan Phúc Vinh, Nguyệt Ánh, Minh Thảo, Tường Vi, Văn Anh, Phương Mai, Lý Anh Tuấn, Phi Thanh Vân...                       |                                            | Gia đình, tâm lý xã hội  | 12 tập đầu phát sóng từ thứ Hai - thứ Năm. Phim dựa trên phim Colombia "Pasión de Gavilanes". Hoãn 1 tập ngày 5 tháng 1 năm 2015 do sự kiện đặc biệt. |

### Phim thứ Tư - thứ Năm
Bắt đầu từ ngày 9 tháng 4, khung giờ "thứ Năm - thứ Sáu" được chuyển thành "thứ Tư - thứ Năm".
Những bộ phim này phát sóng từ 21:20 đến 22:05 thứ Năm và thứ Sáu (trước ngày 4 tháng 4), thứ Tư và thứ Năm (từ ngày 9 tháng 4) trên kênh VTV3.
| Thời gian                                  | Tên                      | Số tập | NSX           | Đoàn làm phim | Bài hát chủ đề | Thể loại          | Ghi chú |
| ------------------------------------------ | ------------------------ | ------ | ------------- | --- | --- | ----------------- | --- |
| 27 tháng 3 - 17 tháng 7                    | Yêu đến tận cùng         | 34     | VFC           | Đỗ Đức Thịnh (đạo diễn); Nguyễn Hồng Trâm, Trịnh Vĩnh Hà (kịch bản); Anh Thư, Cao Minh Đạt, Linh Sơn, Nhung Kate, Đỗ Đức Thịnh, Thanh Thúy, Vương Nhật Huy, Long Đẹp Trai, Lê Thanh Lâm, Hồng Ngọc, Chí Hùng, Ngọc Hạnh, Bảo Cường, Cao Thy Phong, Phạm Duy Tường... | Nơi xa cuối trời Trình bày: Hoàng Thu Trang & Tuấn Quỳnh Nhưng anh vẫn đợi Trình bày: Hoàng Thu Trang & Nguyễn Long | Bi kịch, Lãng mạn | 4 tập đầu phát sóng từ thứ Năm - thứ Sáu. |
| 23 tháng 7 - 20 tháng 11                   | Lời thì thầm từ quá khứ  | 35     | VFC           | Mai Hồng Phong (đạo diễn); Vũ Liêm, Phương Nhung, Tố Mai (kịch bản); Phan Minh Huyền, Tiến Lộc, Thanh Sơn, Chí Nhân, Phương Oanh, Vũ Thủy, Diệp Bích, Vũ Đình Thân, Cường Việt, Hải Yến, Công Dũng, Thu Phương, Kim Loan, Huyền Thanh, Phạm Dương, Trương Việt Thường, Kim Hùng, Hải Anh, Khắc Trịnh, Ngô Long, Minh Cúc, Khuất Quỳnh Hoa, Văn Quan, Quang Vịnh, Sỹ Lai... | Tìm lại tình yêu Trình bày: Dương Hoàng Yến                                                                         | Bi kịch, bí ẩn    | |
| 17 tháng 12 năm 2014 - 23 tháng 4 năm 2015 | Tuổi thanh xuân (phần 1) | 36     | VFC và CJ E&M | Nguyễn Khải Anh, Myung Hyun Woo, Bùi Tiến Huy (đạo diễn); Kang Ji Sook, Nguyễn Thu Thủy (kịch bản); Nhã Phương, Kang Tae Oh, Hồng Đăng, Kim Tuyến, Shin Hae Sun, Lee Kyu Bok, Son Jong Hak, Lee Ah Hyun, Roh Haeng Ha, Shin Jae Ha, Việt Anh, Yoo Jae Myung, Trọng Trinh, Minh Hòa, Quang Minh, Vũ Thu Hoài, Thanh Dương, Ngọc Dung, Hoàng Dũng, Lan Hương "Bông",...      | Tuổi thanh xuân Trình bày: Lưu Hương Giang Cứ thế Trình bày: Hà Anh Tuấn Đến bên em Trình bày: Hồ Quỳnh Hương       | Lãng mạn          | Phim hợp tác sản xuất giữa Việt Nam & Hàn Quốc. Hoãn 2 tập vào các ngày 18 - 19 tháng 2 năm 2015 để phát sóng các chương trình dịp Tết Nguyên Đán Ất Mùi 2015. |

### Phim thứ Sáu
Khung giờ mới được mở nhưng chỉ sau khi phát sóng được đúng 1 phim thì đột ngột dừng lại mà không có bất kỳ thông báo nào cả.
Những bộ phim này phát sóng từ 21:25 đến 23:00 vào thứ Sáu trên kênh VTV3.
| Thời gian               | Tên     | Số tập | NSX        | Đoàn làm phim | Bài hát chủ đề | Thể loại          | Ghi chú                                                                                                   |
| ----------------------- | ------- | ------ | ---------- | --- | -------------- | ----------------- | --- |
| 11 tháng 4 - 11 tháng 7 | Bếp hát | 13     | VTV và BHD | Phan Gia Nhật Linh, Danny Đỗ (đạo diễn); Thái Hà (Việt hóa kịch bản); Đức Trí (Âm nhạc); Lam Trường, Tú Vi, Thành Lộc, Trà My Idol, Văn Anh, Diệp Lâm Anh, Lê Mi Lan, Hakoota Dũng Hà, Annie Huỳnh Anh, Anh Tài, Yaya Trương Nhi, Lân Nhã, Will, Quang Đăng, Phương Thanh... |                | Âm nhạc, hài kịch | Dựa trên phim truyền hình Singapore "The Kitchen Musical". Hoãn 1 tập ngày 9 tháng 5 do sự kiện đặc biệt. |

## VTV3 - Rubic 8
Những bộ phim này phát sóng từ 15:00 đến 16:00 thứ Bảy và Chủ Nhật trên kênh VTV3.
| Thời gian                               | Tên                | Số tập | NSX | Đoàn làm phim | Bài hát chủ đề                                     | Thể loại                     | Ghi chú                                                                      |
| --------------------------------------- | ------------------ | ------ | --- | --- | -------------------------------------------------- | ---------------------------- | ---------------------------------------------------------------------------- |
| 8 tháng 2 - 4 tháng 5                   | Heo may về qua phố | 26     | VFC | Nguyễn Danh Dũng (đạo diễn); Phạm Thi Phương Thảo, Nguyễn Thị Vân Anh, Đặng Thị Linh, Nguyễn Ngân Hà (kịch bản); NSƯT Tiến Đạt, NSƯT Chiều Xuân, Minh Tuyết, NSƯT Trung Hiếu, Thúy Hà, NSƯT Ngọc Thoa, NSƯT Tạ Minh Thảo, Xuân Huy, Linh Chi, Mai Chi, B Trần, Phương Anh, Yến My, Phú Thăng, Hoàng Yến, Phương Hạnh, Công Lý...                       | Heo may về qua phố Trình bày: Mai Hoa              | Gia đình, hôn nhân, tuổi trẻ | Dựa trên tiểu thuyết "Mắc Cạn" của nhà văn Mạc Văn Chung. Sản xuất năm 2013. |
| 10 tháng 5 - 31 tháng 8                 | Những kẻ hai mặt   | 34     | VFC | Đặng Tất Bình (đạo diễn); Đặng Minh Châu (kịch bản); Trung Dũng, Hồng Vân, Việt Cường, Hồng Châu, Mai Thu Huyền, Minh Hoàng, Thúy Ngân, Kha Ly, Hồ Giang Bảo Sơn, Mai Chinh... | Dẫu từng lầm lỗi Trình bày: Phan Tuấn Anh          | Hình sự                      |                                                                              |
| 6 tháng 9 năm 2014 - 4 tháng 1 năm 2015 | Trái tim có nắng   | 26     | VFC | Bùi Tiến Huy, Nguyễn Đức Hiếu (đạo diễn); Hoàng Hồng Hạnh (kịch bản); Phan Minh Huyền, Phạm Anh Tuấn, Phương Anh, Xuân Phúc, Minh Hòa, Lan Hương 'Bông', Đỗ Kỷ, Ngọc Bích, Khôi Nguyên, An Ninh, Tạ Am, Duy Long, Mr. A, Phan Thắng, Mai Anh, Hà Min, Trịnh Huyền, Hải Khoa, Khuất Quỳnh Hoa, Thành HuyMe, Tiến Huy, Thu Hương, Hoàng Lan, Sùng Lãm... | Em muốn & Có bao giờ anh biết Trình bày: Ái Phương | Lãng mạn                     | Tập 15 - 24 phát sóng 1 tập/tuần vào thứ Bảy.                                |

## VTV6 - Phim truyện đêm muộn
Những bộ phim này phát sóng từ 22:00 đến 22:30 các ngày từ thứ Hai đến thứ Sáu trên kênh VTV6.
Khung giờ này sau đó đã bị tạm dừng do trùng với lịch phát sóng FIFA World Cup 2014 và không lâu sau khi AFF Cup 2014 khép lại thì lại dừng phát sóng hoàn toàn.
| Thời gian              | Tên | Số tập           | NSX                    | Đoàn làm phim | Bài hát chủ đề                                                                                            | Thể loại             | Ghi chú                                                                                   |
| ---------------------- | --- | ---------------- | ---------------------- | --- | --- | -------------------- | ----------------------------------------------------------------------------------------- |
| 24 tháng 2 - 9 tháng 5 | Khi ta nói dối | 55 Bản gốc: 38   | Lasta Film             | Dương Nam Quan (đạo diễn); Thanh Liên (kịch bản); Phương Khánh, Trí Quang, Lê Bình, Thanh Nam, Hoài An, Hứa Minh Đạt, Lý Thanh Thảo, Thu Tuyết, Bảo Trí, Ngọc Lan, Ngọc Tưởng, Thụy Mười... | Chiếc bánh diệu kỳ Trình bày: Nghi Khánh                                                                  | Hài kịch, lãng mạn   | Nối tiếp là phát lại Của để dành (1998) và tạm dừng phát sóng khung giờ trong World Cup.  |
| 15 tháng 7 - 8 tháng 9 | Vitamin tình yêu | 38 Bản gốc: 26   | V-Art Films            | Lê Bảo Trung (đạo diễn); Nguyễn Thị Vân Anh (kịch bản); Ngọc Thuận, Trương Quỳnh Anh, Miên Viễn, Đồng Thanh Phong, Vang Quốc Hải, Phương Khánh, Kim Dung, Tùng Haru, Hiền Mai, Âu Thiên Phú, Trịnh Kim Chi, Hà Linh... | Vitamin tình yêu Trình bày: Trương Quỳnh Anh Ca khúc tình yêu Trình bày: Vang Quốc Hải & Trương Quỳnh Anh | Lãng mạn             |                                                                                           |
| 9 tháng 9 - 5 tháng 12 | Hoa phượng trắng - Phần 1: Nước mắt con gái - Phần 2: Hào quang mong manh - Phần 3: Tình yêu học trò - Phần 4: Chúng ta là người lớn | 68 (14+20+12+12) | VTV và Trần Gia Studio | Lưu Ngọc Hà (đạo diễn); Lưu Ngọc Hà, Cẩm Tú, Phương Hiền (kể chuyện); Mỹ Dung, Khánh Hòa (kịch bản); Anh Đào, Lục Diệp, Thùy Liên, Đức Khuê, Thanh Bình, Chí Trung, Lý Chí Huy, Bảo Linh, Lưu Văn Hoàng, Hoài Anh, Tuấn Thắng, Bá Anh... (Phần 1); Trà My, Minh Trí, Cao Dương, Viết Thái, Thu Hường, Xuân Thông, Đàm Hằng, Lan Anh, Kiên Hoàng, Thúy Mùi, Diệu Hương, Hải Anh, Phương Oanh... (Phần 2); Sam Hà My, Baggio, Lan Hương, Hương Dung... (Phần 3); Nhã Phương, Phạm Anh Tuấn, Mai Chi, Duy Long, Minh Hòa, Thế Bình, Lục Diệp, Diệu Linh... (Phần 4) | Hoa phượng trắng Trình bày: Văn Mai Hương Là con gái thật tuyệt Trình bày: Lê Cát Trọng Lý                | Tuổi teen, học đường | Một bộ phim bao gồm 4 phần phim gộp lại. Là phim cuối cùng phát sóng trong khung giờ này. |